# Belgische verkiezingen 1949
Op zondag 26 juni 1949 werden in de verkiezingen in België volksvertegenwoordigers en senatoren gekozen. Tegelijk werden de negen provincieraden verkozen.
Vanaf 1946 regeerden de CVP en de BSP samen en vestigden ze de basis van de verzorgingsstaat. Ondertussen wierp een ander groot probleem zich op: de Koningskwestie. De vraag werd gesteld of Leopold III opnieuw op de Belgische troon mocht komen. Aanvankelijk waren alle partijen daar intern verdeeld over. Uiteindelijk pleitte de CVP voor de terugkeer van Leopold, wat die laatste partij winst opleverde in de verkiezingen: een volstrekte meerderheid in de senaat en op twee zetels na een volstrekte meerderheid in de kamer.
Dit waren de eerste Belgische wetgevende en provinciale verkiezingen waar het vrouwenstemrecht gold. Het aantal kiezers steeg naar 5.635.452, ten opzichte van 2.724.796 in 1946.
Ook steeg het aantal Kamerzetels naar 212 (van 202 in 1946) en het aantal senatoren met 5.

## Uitslag
|        |                       | Kamer     | Kamer | Kamer     | Senaat   |
| Partij | Partij                | Stemmen   | %     | Zetels    | Zetels   |
| ------ | --------------------- | --------- | ----- | --------- | -------- |
|        | Katholieken (CVP/PSC) | 2.190.895 | 43.6% | 105 (+13) | 54 (+4)  |
|        | Socialisten (BSP/PSB) | 1.496.539 | 29.7% | 66 (—)    | 33 (-1)  |
|        | Liberalen (LP/PL)     | 767.180   | 15.2% | 29 (+13)  | 14 (+10) |
|        | Kommunisten (KPB/PCB) | 376.765   | 7.5%  | 12 (-11)  | 5 (-6)   |
|        | Vlaamse Concentratie  | 103.896   | 2,07% | 0         | 0        |
|        | Overige               |           |       |           |          |
| Totaal | Totaal                | 5.030.883 | 100%  | 212 (+10) | 106 (+5) |

## Verkozenen
- Kamer van volksvertegenwoordigers (samenstelling 1949-1950)
- Samenstelling Belgische Senaat 1949-1950

## Regeringsformatie
Na deze verkiezingen werd de regering-G. Eyskens I gevormd met katholieken en liberalen.